# Pino Ammendola
Pino Ammendola, all'anagrafe Giuseppe Ammendola (Napoli, 2 dicembre 1951), è un attore, doppiatore, regista e drammaturgo italiano.

## Biografia
Si è avvicinato al mondo dello spettacolo nel 1963, debuttando poi nel cinema con un piccolo ruolo accanto a Nino Manfredi, in Operazione San Gennaro di Dino Risi. Ha lavorato molto in teatro dove ha cominciato con Achille Millo che è stato il suo maestro, poi ha recitato con Arnaldo Ninchi, Tino Buazzelli, Salvo Randone, Mario Landi, Attilio Corsini, Edmo Fenoglio e Gabriele Lavia. In televisione è stato diretto da Anton Giulio Majano, Sandro Bolchi, Enzo Trapani, Nanni Loy, Marcello Aliprandi, Pino Passalacqua, Franco Giraldi, Cinzia TH Torrini, Franco Amurri e tanti altri. In cinema e in pubblicità oltre che con Dino Risi ha girato con Tinto Brass, Lina Wertmüller, Luciano Emmer, Francesco Massaro, Steno, Alessandro D'Alatri, Alessandro Capone, Maurizio Zaccaro, Seth Pelle, Oliver Parker e Giuseppe Tornatore.
Nel doppiaggio ha cominciato con un piccolo ruolo sotto la direzione di Pier Paolo Pasolini ne Il Decameron, ha lavorato poi per Federico Fellini, Ettore Scola, Mario Monicelli, Enrico Maria Salerno, Damiano Damiani, Franco Rossi, Gianni Amelio, i Taviani e Stanley Kubrick. Ha prestato la voce a molti attori stranieri, fra cui Jerry Lewis, Henry Gibson, David Carradine, Brad Davis, Prince, F. Murray Abraham, Antonio Banderas, Dana Carvey, Stanley Tucci, Jacques Villeret, Roman Polański e a personaggi dei cartoon come Gatto Silvestro. In qualità di autore ha firmato molti testi teatrali.
Suo figlio Claudio è un attore.

## Filmografia parziale

### Attore

#### Cinema
- Operazione San Gennaro, regia di Dino Risi (1966)
- È tornato Sabata... hai chiuso un'altra volta!, regia di Gianfranco Parolini (1971)
- Antonio Gramsci - I giorni del carcere, regia di Lino Del Fra (1977)
- Caligola, regia di Tinto Brass (1979)
- Al bar dello sport, regia di Francesco Massaro (1983)
- Un complicato intrigo di donne, vicoli e delitti, regia di Lina Wertmüller (1986)
- Animali metropolitani, regia di Steno (1987)
- Se lo scopre Gargiulo, regia di Elvio Porta (1988)
- Scugnizzi, regia di Nanni Loy (1989)
- C'è posto per tutti, regia di Giancarlo Planta (1990)
- Piedipiatti, regia di Carlo Vanzina (1991)
- Americano rosso, regia di Alessandro D'Alatri (1991)
- Il trittico di Antonello, regia di Francesco Crescimone (1992)
- Missione d'amore, regia di Dino Risi (1992)
- In camera mia, regia di Luciano Martino (1992)
- Panama Sugar, regia di Marcello Avallone (1992)
- Piccolo grande amore, regia di Carlo Vanzina (1993)
- Oltre la notte, regia di Rosario Montesanti (1993)
- Uomini sull'orlo di una crisi di nervi, regia di Alessandro Capone (1995)
- Caramelle, regia di Cinzia TH Torrini (1995)
- L'amico di Wang, regia di Carl Haber (1997)
- Un uomo perbene, regia di Maurizio Zaccaro (1999)
- Stregati dalla luna, regia di Pino Ammendola e Nicola Pistoia (2001)
- Terra rossa, regia di Giorgio Molteni (2001)
- Göta kanal 2 - Kanalkampen, regia di Seth Pelle (2006)
- Fade to black , regia di Oliver Parker (2006)
- Una vita violata, regia di Riccardo Sesani (2009)
- On/Off, regia di Mario Marasco (2011)
- Le badanti, regia di Marco Pollini (2015)
- Un'avventura romantica, regia di Davide Cavuti (2016)
- Minister, regia di Fide Dayo (2017)
- Moda mia, regia di Marco Pollini (2017)
- Pop Black Posta, regia di Marco Pollini (2019)
- A.N.I.M.A. Atassia Neuro Ipofisaria Monolaterale Acuta, regia di Pino Ammendola e Rosario Montesanti (2019)
- Lectura Ovidii, regia di Davide Cavuti (2019)
- Divine - La fidanzata dell'altro (Der göttliche Andere), regia di Jan Schomburg (2020)
- Un marziano di nome Ennio, regia di Davide Cavuti (2021)
- La Grande Guerra del Salento, regia di Marco Pollini (2021)
- Toscana, regia di Mehdi Avaz (2022)
- Riverbero, regia di Enrico Iannaccone (2024)

#### Televisione
- La mano sugli occhi (dal romanzo Il corso delle cose) – miniserie TV (1979)
- Gioco di morte – film TV (1979)
- Sereno variabile – programma TV (1980-1989)
- Se una notte a Monte Cocuzzo – film TV (1982)
- La specialità della casa – film TV (1982)
- Le storie di Mozziconi – film TV (1983)
- Polvere di pitone – programma TV (1984)
- Quando ancora non c'erano i Beatles, regia di Marcello Aliprandi – miniserie TV (1988)
- Big Man – serie TV (1988)
- Pronto soccorso 2, regia di Francesco Massaro – miniserie TV (1992)
- Detective Extralarge – serie TV (1993)
- L'ombra della sera, regia di Cinzia TH Torrini – film TV (1994)
- Morte di una strega, regia di Cinzia TH Torrini – miniserie TV (1995)
- Angelo nero, regia di Roberto Rocco – miniserie TV (1998)
- Ladri si diventa, regia di Fabio Luigi Lionello – film TV (1998)
- Un prete tra noi 2 – serie TV (1999)
- Ombre, regia di Cinzia TH Torrini – miniserie TV (1999)
- Indizio fatale – film TV (1999)
- La squadra – serie TV (2000)
- Tequila e Bonetti – serie TV (2000)
- Don Matteo – serie TV (2001)
- Finalmente soli – serie TV (2002)
- Con le unghie e con i denti, regia di Pier Francesco Pingitore – miniserie TV (2004)
- Gioco con la morte – film TV (2005)
- Lo zio d'America – serie TV (2006)
- Due imbroglioni e... mezzo!, regia di Franco Amurri – film TV (2007)
- Kebab for Breakfast – serie TV (2007)
- Al di là del lago, regia di Stefano Reali – film TV (2009)
- Filumena Marturano, regia di Franza Di Rosa – film TV (2010)
- Carabinieri si nasce – film TV (2011)
- Margarita Nazarova – film TV (2016)
- Provaci ancora prof! – serie TV (2005-2017)
- Wenn nicht, dann jetzt – film TV (2018)

### Regista
- Stregati dalla luna (2001)
- Avec le temps Dalida (2008)
- Carabinieri si nasce – film TV (2011)
- A.N.I.M.A. (con Rosario Montesanti) (2019)

### Sceneggiatore
- A.N.I.M.A. (con Rosario Montesanti) (2019)
- Stregati dalla luna (2001)

## Teatro

### Autore
- Stregati dalla luna. Teatro Duse di Roma (1996) – coautore con Nicola Pistoia
- Margherita, Capricciosa, Napoli e Quattro stagioni. Teatro dei Satiri di Roma (1997) – coautore con Nicola Pistoia
- Uomini targati Eva. Teatro Parioli di Roma (1997) – coautore con Nicola Pistoia
- Mezzi uomini. Teatro dei Satiri (1998) – coautore con Nicola Pistoia
- Orgasmo e pregiudizio. Teatro dei Satiri di Roma (1998) – coautore con Fiona Bettanini, Nicola Pistoia e Diego Ruiz
- I tre moschettieri. Teatro Manzoni di Roma (1999)
- Osceno Novecento. Teatro XX Secolo di Roma (1999)
- Emigranti: figli di un dio minore. C. Sociale Italiano di Buenos Aires (2002)
- Coppie in multiproprietà. Teatro Manzoni di Roma (2002)
- Nemici di casa. Teatro Manzoni di Roma (2003)
- Avec le temps Dalida. Festival parco di Montovolo (2003)
- Caporali coraggiosi. Teatro Manzoni di Roma (2004)
- Carabinieri si nasce. Teatro Sala Umberto di Roma (2005)
- Roma in piccolo. Teatro Brancaccio di Roma (2005)
- Uomini alla crisi finale. Teatro dei Satiri di Roma (2007)
- Parole d'ammore scuntento. Teatro Lelio di Palermo (2008)
- Quaranta anni e sono ancora mia. Teatro Cassia di Roma (2009)
- Hamlet principe de Trinacria. Castello di Gibralfaro di Malaga (2010)
- Todo cambia, viaggio intimo con Mercedes Sosa. Sala James Joyce di Ariccia (2014)
- Theòs Maria Callàs. Opera Festival di Sarzana (2015)
- A natale divento gay. Teatro Ghione di Roma (2015)
- Monna Lisa Unplugged. Teatro Lo Spazio di Roma (2019)

## Doppiaggio

### Film
- Dana Carvey in Fusi di testa, Fusi di testa 2 - Waynestock
- Tim Blake Nelson in Minority Report, Holes - Buchi nel deserto
- Michael Boatman in Hamburger Hill: collina 937, China Beach
- Joe Pantoliano in L'impero del sole, In vino veritas
- Stanley Tucci in Scintille d'amore, Joker - Wild Card
- Tracey Walter in A distanza ravvicinata, Young Guns II - La leggenda di Billy the Kid
- Antonio Banderas in Terre nuove
- Roman Polański in Rush Hour 3 - Missione Parigi
- Brad Davis in Lama d'acciaio
- F. Murray Abraham in Il vizietto americano
- Mark Rylance in L'altra donna del re
- Jon Polito in American Gangster
- Don Novello in Biglietti d'amore
- Jerry Lewis in Comiche dell'altro mondo
- Warwick Davis in La vera storia di Biancaneve
- Raymond O'Connor in The Rock
- Prince in Under the Cherry Moon
- Nathan Lane in Appuntamento da sogno!
- Todd Sandler in Il trucidatore - Dark Asylum
- Martin Mull in Una promessa è una promessa
- Dom DeLuise in Balle spaziali
- David Zucker in Scary Movie 4
- Phil Proctor in Il dottor Dolittle 3
- Jacques Villeret in Omicidio in Paradiso
- Ulises Dumont in Tutto il bene del mondo
- Fernando Conte in Il cane dell'ortolano
- Trinidad Silva in Hill Street giorno e notte
- Mark Gash in Vivere e morire a Los Angeles
- Janfri Topera in Spia + Spia - Due superagenti armati fino ai denti
- Jesper Asholt in Mifune - Dogma 3
- Joe Nipote in Viper
- Judd Hirsch in Delvecchio
- François Chau in Lost
- Roland Blanche in Salsa
- Ping Lam Siu in 2046
- Dahong Ni in La città proibita
- Ted Raimi in Xena - Principessa guerriera
- Jean Benguigui in Primi amori, primi vizi, primi baci
- Mahesh Manjrekar in The Millionaire
- Joseph Bologna in Terapia di gruppo
- Sal Lopez in Full Metal Jacket
- Cylk Cozart in Chi non salta bianco è
- Corey Glover in Platoon
- Cornelius Clarke in Holy Water
- Pepe Serna in Le avventure di Buckaroo Banzai nella quarta dimensione
- Chris Cooper in Boys
- Chris Coppola in Far Cry
- Robert Englund in Good Day for It
- Michael Rooker in Generazione X
- Sasson Gabai in The Order
- Victor Rendina in Il padrino
- Tim Curry in Bailey - Il cane più ricco del mondo
- Haluk Bilginer in W.E. - Edward e Wallis
- Lenny Venito in Men in Black 3
- Gerry Bednob in Zack & Miri - Amore a... primo sesso
- Richard Ng in Detective Dee e il mistero della fiamma fantasma
- Richard Masur in Incontriamoci a Las Vegas
- Ivo Nandi in Come l'acqua per gli elefanti
- Francisco Giménez in Notti selvagge
- Vlad Ivanov in Vi presento Toni Erdmann
- Michel Fau in Marguerite, Mon crime la colpevole sono io
- Ian McKellen in La Fortezza
- Michael Rispoli in Due mariti per un matrimonio
- Marc McClure in California Fever
- Jeff Pustil in Street Time
- Denis Akayama in Poliziotto a 4 zampe
- De'voreaux White in Trappola di cristallo
- Friedrich Morlach in Lo stato contro Fritz Bauer
- Vlad Ivanov in Vi presento Toni Erdmann
- Richard Ng in Detective Dee e il mistero della fiamma fantasma
- John Lynch in The Watchers - Loro ti guardano
- Frank Piccirillo in The Alto Knights - I due volti del crimine

### Film d'animazione
- Squawk in Tom & Jerry - Il film
- Archie in Alla ricerca della Valle Incantata 4 - La terra delle nebbie
- Eddie Borroughs in Armitage III: Poly-Matrix
- Don Sarago e Ortensio in Kate - La bisbetica domata
- Reggie Belafonte in Surf's Up - I re delle onde
- Folle Joe in Shark Tale
- Tex in Giù per il tubo
- Ladro #2 in Aladdin e il re dei ladri
- Scoiattolo #1 in Koda, fratello orso
- Sindaco/Mr. Otter in Leafie - La storia di un amore
- Professor Humbert ne Le avventure di Taddeo l'esploratore
- Aldo in Cuccioli - Il codice di Marco Polo
- Misterio in Seven and Me
- Leo Wong in Futurama - Nell'immenso verde profondo

### Serie animate
- Gatto Silvestro in Looney Tunes e Merrie Melodies (fine anni '80)
- Marvin Monroe, Gengive Sanguinanti Murphy, l’Uomo ape e Telespalla Mel (1ª voce, st.1-4) ne I Simpson
- Rickety Rocket in Rickety Rocket
- Fenton Paperconchiglia / Robopap (prima voce) in Darkwing Duck
- Asso in Le Superchicche
- Sgrinfia in Cip & Ciop agenti speciali
- Polpetta in Blinky Bill
- Nonno Essen in Food Wizards
- Protagonista di Sifu da anziano e Scaevola in Secret Level

### Serie televisive
- Richard Sammel in Andor

## Autore radiofonico
- Quella cosa disgustosa, commedia trasmessa da Rai Radio 2
- P.E.A.V. programma etere aumento vitalità, dramma in 13 puntate, trasmesso da Rai Radio 2 (1981) – coautore con Nietta La Scala
- Foto di classe, sceneggiato in 10 puntate, trasmesso da Rai Radio 2 (1983) – coautore con Roberto Ferrante

## Libri
- Scarpediem, 2013
- Stelvio Cipriani anonimo romano, (con Rosario Montesanti) 2016
- Tracce di tacchi, 2024

## Riconoscimenti
- Nel 2011 ha ricevuto il premio Roma... è arte per il Teatro
- Nel 2014 ha ricevuto il premio internazionale Apoxiomeno
- Nel 2015 ha ricevuto il premio Leggio d'oro alla carriera
- Nel 2016 ha ricevuto il premio internazionale Alexander della Universum Academy Switzerland di Lugano
- Nel 2018 ha ricevuto il premio Nomentum per le eccellenze italiane sezione Teatro
- Nel 2019, ha ricevuto il Premio Note da Oscar per la sezione “miglior interprete” per il film A.N.I.M.A. dalla giuria del “Festival Alessandro Cicognini”.
- Nel 2019 ha ricevuto il premio Spoltore Ensemble come migliore autore teatrale.
- Nel 2019 ha ricevuto il premio internazionale Città di Palinuro per il teatro.
- Nel 2021 ha ricevuto il premio MuMi per il teatro.
- Nel 2022 ha ricevuto il premio Gianni Di Venanzo
- Nel 2023  è stato premiato come miglior attore al Fellini Film Festival
- Nel 2023 ha ricevuto il premio alla carriera al Sezze Film Festival